# Schmetterlings-Gladiole
Die Schmetterlings-Gladiole (Gladiolus papilio) ist eine Pflanzenart aus der Gattung der Gladiolen (Gladiolus) in der Familie der Schwertliliengewächse (Iridaceae). Sie ist eine der Elternarten der Garten-Gladiole (Gladiolus × hortulanus).

## Merkmale
Die Schmetterlings-Gladiole ist eine ausdauernde krautige Pflanze, die Wuchshöhen von 50 bis 90 Zentimeter erreicht. Als Überdauerungsorgane bildet dieser Geophyt Knollen mit unterirdischen Ausläufern. Der Stängel ist unverzweigt. Die Laubblätter sind einfach und parallelnervig. Der Blattrand ist glatt. 
Im Blütenstand stehen locker zweireihig meist fünf bis zehn, selten auch nur drei oder vier Blüten zusammen. Die zwittrige, dreizählige Blüte ist trichterförmig-glockig. Die Blütenröhre ist 1,5 bis 2,3 Zentimeter lang. Die Blütenhüllblätter sind 4 bis 5,5 Zentimeter lang und ihre Farbe ist gelb und außen meist purpurn überlaufen oder rosaviolett. Die Perigonzipfel sind stumpf, die unteren sind purpurbraun gefleckt.
Die Blütezeit reicht von Juli bis August. Es wird eine Kapselfrucht gebildet.

## Vorkommen
Die Schmetterlings-Gladiole kommt im östlichen Südafrika von Transkei bis Nord-Transvaal vor.

## Nutzung
Die Schmetterlings-Gladiole wird selten als Zierpflanze genutzt.